# Bologna Football Club 1909
El Bologna Football Club 1909 és un club de futbol de la ciutat de Bolonya (Itàlia).

## Història
El club va néixer el 3 d'octubre de l'any 1909, com una secció del  Circolo Turistico Bolognese, amb el nom de Bologna Foot Ball Club. El 1926 adoptà el nom Bologna AGC i el 1943 el de FC Bologna. La seva millor època fou durant els anys 20 i 30, en què fou un dels millors club italians.
Des del 1927 juga a l'estadi Renato Dall'Ara, que al llarg de la història ha rebut els següents noms, des de 1927 Stadio Littoriale, el 1946 Stadio Comunale i l'actual des de 1983.

## Palmarès
- 7 Lligues italianes: 1924-25, 1928-29, 1935-36, 1936-37, 1938-39, 1940-41, 1963-64
- 3 Copes d'Itàlia: 1969-70, 1973-74, 2024-25
- 3 Copes Mitropa: 1932, 1934, 1961
- 1 Copa Intertoto: 1998
- 1 Copa de la Lliga Anglo-italiana: 1970
- 1 Lliga d'Itàlia del Nord: 1924–25

## Presidents[1]
| Nom                               | Anys      |
| --------------------------------- | --------- |
| Louis Rauch                       | 1909–1910 |
| Pio Borghesani                    | 1910      |
| Emilio Arnstein                   | 1910      |
| Igino Bettini                     | 1936–1941 |
| Domenico Gori                     | 1910–1912 |
| Rodolfo Minelli                   | 1912–1919 |
| Cesare Medica                     | 1919–1921 |
| Angelo Sbarberi                   | 1921–1922 |
| Antonio Turri                     | 1922      |
| Ruggero Murè (President honorari) | 1923      |
| Enrico Masetti                    | 1923–1925 |
| Paolo Graziani                    | 1925–1928 |
| Gianni Bonaveri                   | 1928–1935 |

| Nom                       | Anys         |
| ------------------------- | ------------ |
| Renato Dall'Ara           | 1935–1964    |
| Luigi Goldoni             | 1964–1968    |
| Raimondo Venturi          | 1968–1970    |
| Filippo Montanari         | 1970–1972    |
| Luciano Conti             | 1972–1979    |
| Tommaso Fabbretti         | 1979–1983    |
| Giuseppe Brizzi           | 1983–1985    |
| Luigi Corioni             | 1985–1991    |
| Piero Gnudi               | 1991–1993    |
| Giuseppe Gazzoni Frascara | 1993–2002    |
| Renato Cipollini          | 2002–2005    |
| Alfredo Cazzola           | 2005–2008    |
| Francesca Menarini        | 2008–present |

## Plantilla 2025-26
A 4 agost 2025
| N. | Pos. | Nac. | Jugador                               |
| -- | ---- | --- | ------------------------------------- |
| 1  | POR  | [[Fitxer:Flag of Poland.svg\|23x15px\|border \|alt=Polònia\|link=Selecció de futbol de Polònia\|{{#if:\|]]          | Łukasz Skorupski                      |
| 2  | DEF  | [[Fitxer:Flag of Sweden.svg\|23x15px\|border \|alt=Suècia\|link=Selecció de futbol de Suècia\|{{#if:\|]]            | Emil Holm                             |
| 3  | DEF  | [[Fitxer:Flag of Austria.svg\|23x15px\|border \|alt=Àustria\|link=Selecció de futbol d'Àustria\|{{#if:\|]]          | Stefan Posch                          |
| 4  | MIG  | [[Fitxer:Flag of Italy.svg\|23x15px\|border \|alt=Itàlia\|link=Selecció de futbol d'Itàlia\|{{#if:\|]]              | Tommaso Pobega (cedit per l'AC Milan) |
| 5  | DEF  | [[Fitxer:Flag of Serbia.svg\|23x15px\|border \|alt=Sèrbia\|link=Selecció de futbol de Sèrbia\|{{#if:\|]]            | Mihajlo Ilić                          |
| 6  | MIG  | [[Fitxer:Flag of Croatia.svg\|23x15px\|border \|alt=Croàcia\|link=Selecció de futbol de Croàcia\|{{#if:\|]]         | Nikola Moro                           |
| 7  | DAV  | [[Fitxer:Flag of Italy.svg\|23x15px\|border \|alt=Itàlia\|link=Selecció de futbol d'Itàlia\|{{#if:\|]]              | Riccardo Orsolini                     |
| 8  | MIG  | [[Fitxer:Flag of Switzerland.svg\|23x16px\|border \|alt=Suïssa\|link=Selecció de futbol de Suïssa\|{{#if:\|]]       | Remo Freuler                          |
| 9  | DAV  | [[Fitxer:Flag of Argentina.svg\|23x15px\|border \|alt=Argentina\|link=Selecció de futbol de l'Argentina\|{{#if:\|]] | Santiago Castro                       |
| 10 | MIG  | [[Fitxer:Flag of Italy.svg\|23x15px\|border \|alt=Itàlia\|link=Selecció de futbol d'Itàlia\|{{#if:\|]]              | Federico Bernardeschi                 |
| 13 | POR  | [[Fitxer:Flag of Italy.svg\|23x15px\|border \|alt=Itàlia\|link=Selecció de futbol d'Itàlia\|{{#if:\|]]              | Federico Ravaglia                     |
| 16 | DEF  | [[Fitxer:Flag of Italy.svg\|23x15px\|border \|alt=Itàlia\|link=Selecció de futbol d'Itàlia\|{{#if:\|]]              | Nicolò Casale                         |
| 17 | DAV  | [[Fitxer:Flag of Italy.svg\|23x15px\|border \|alt=Itàlia\|link=Selecció de futbol d'Itàlia\|{{#if:\|]]              | Ciro Immobile                         |

| N. | Pos. | Nac. | Jugador                          |
| -- | ---- | --- | -------------------------------- |
| 19 | MIG  | [[Fitxer:Flag of Scotland.svg\|23x15px\|border \|alt=Escòcia\|link=Selecció de futbol d'Escòcia\|{{#if:\|]]                       | Lewis Ferguson (capità)          |
| 21 | DAV  | [[Fitxer:Flag of Denmark.svg\|23x15px\|border \|alt=Dinamarca\|link=Selecció de futbol de Dinamarca\|{{#if:\|]]                   | Jens Odgaard                     |
| 22 | DEF  | [[Fitxer:Flag of Greece.svg\|23x15px\|border \|alt=Grècia\|link=Selecció de futbol de Grècia\|{{#if:\|]]                          | Charalampos Lykogiannis          |
| 23 | DAV  | [[Fitxer:Flag of Sweden.svg\|23x15px\|border \|alt=Suècia\|link=Selecció de futbol de Suècia\|{{#if:\|]]                          | Jesper Karlsson                  |
| 24 | DAV  | [[Fitxer:Flag of the Netherlands.svg\|23x15px\|border \|alt=Països Baixos\|link=Selecció de futbol dels Països Baixos\|{{#if:\|]] | Thijs Dallinga                   |
| 26 | DEF  | [[Fitxer:Flag of Colombia.svg\|23x15px\|border \|alt=Colòmbia\|link=Selecció de futbol de Colòmbia\|{{#if:\|]]                    | Jhon Lucumí                      |
| 28 | DAV  | [[Fitxer:Flag of Italy.svg\|23x15px\|border \|alt=Itàlia\|link=Selecció de futbol d'Itàlia\|{{#if:\|]]                            | Nicolò Cambiaghi                 |
| 29 | DEF  | [[Fitxer:Flag of Italy.svg\|23x15px\|border \|alt=Itàlia\|link=Selecció de futbol d'Itàlia\|{{#if:\|]]                            | Lorenzo De Silvestri (2n capità) |
| 30 | DAV  | [[Fitxer:Flag of Argentina.svg\|23x15px\|border \|alt=Argentina\|link=Selecció de futbol de l'Argentina\|{{#if:\|]]               | Benjamín Domínguez               |
| 33 | DEF  | [[Fitxer:Flag of Spain.svg\|23x15px\|border \|alt=Espanya\|link=Selecció de futbol d'Espanya\|{{#if:\|]]                          | Juan Miranda                     |
| 41 | DEF  | [[Fitxer:Flag of the Czech Republic.svg\|23x15px\|border \|alt=Txèquia\|link=Selecció de futbol de la República Txeca\|{{#if:\|]] | Martin Vitík                     |
| 80 | MIG  | [[Fitxer:Flag of Italy.svg\|23x15px\|border \|alt=Itàlia\|link=Selecció de futbol d'Itàlia\|{{#if:\|]]                            | Giovanni Fabbian                 |

## Jugadors històrics destacats
Categoria principal: Futbolistes del Bologna FC 1909
| - Humberto Maschio - Luis Oliveira - Harald Nielsen - Theódoros Zagorakis - Lajos Detari - Roberto Baggio - Mauro Bellugi | - Amedeo Biavati - Giacomo Bulgarelli - Antonio Cabrini - Felice Gasperi - Mario Gianni - Roberto Mancini - Emiliano Moretti | - Valentin Năstase - Gianluca Pagliuca - Gino Pivatelli - Angelo Schiavio - Giuseppe Signori - Cristian Zaccardo - Igor Kolyvanov | - Igor Shalimov - Massimo Bonini - Kennet Andersson - Kubilay Türkyilmaz - Michele Andreolo - Eraldo Monzeglio - Héctor Puricelli |